# Child of Eden
Child of Eden – gra komputerowa stanowiąca połączenie strzelanki i gry muzycznej, wydana w 2011 roku, wyprodukowana przez Q Entertainment oraz wydana przez Ubisoft.
Po raz pierwszy gra została zaprezentowana na targach E3 w 2010 roku jako jedna z pierwszych, które miała obsługiwać Kinecta. Wersję gry na PlayStation 3 można również obsługiwać przy pomocy PlayStation Move.

## Fabuła
Celem gracza jest uratowanie projektu Lumi od ataku wirusa. Projekt ten miałby w ostateczności zreprodukować ludzką osobowość w Edenie.

## Rozgrywka
Zadaniem gracza jest strzelanie do pojawiających się na ekranie różnego typu obiektów, które w momencie zniszczenia tworzą efekty muzyczne. Gracz może rozgrywać grę przy pomocy standardowego kontrolera, natomiast w wersji z obsługą Kinecta gracz celuje i strzela w przedmioty przy pomocy rąk a klaskaniem zmienia broń. Tymi sposobami gracz wpływa na muzykę, dopasowując ją do swoich czynności i ruchów.